# 17908 Chriskuyu
17908 Chriskuyu este un asteroid din centura principală de asteroizi.

## Descriere
17908 Chriskuyu este un asteroid din centura principală de asteroizi. A fost descoperit pe 19 martie 1999 la Socorro, New Mexico, în cadrul proiectului LINEAR. Asteroidul prezintă o orbită caracterizată de o semiaxă mare de 2,34 ua, o excentricitate de 0,17 și o înclinație de 6,5° în raport cu ecliptica.